# Mutimir
Mutimir (Servisch: Мутимир, Grieks: Μουντιμῆρος) 
(Stari Ras, ca. 830 - 891) was de oudste zoon van de Servische grootžupan Vlastimir. Zelf was hij grootžupan van Servië van ongeveer 863 tot 890. Samen met zijn broers Strojimir en Gojnik (die mederegenten waren) sloeg hij de Bulgaarse aanval van khan Boris neer. Onder de heerschappij van Mutimir en zijn broers werd de kerstening van de Servische stammen voltrokken. Ze werden opgevolgd door Mutimirs zonen, waarbij Prvoslav de oudste was.